# Li Yingli
Li Yingli (née le 24 décembre 1997 à Shenyang) est une athlète handisport chinoise championne paralympique au lancer du poids en catégorie F37 aux Jeux paralympiques d'été de 2024 à Paris.

## Biographie
Li Yingli participe aux championnats du monde d'athlétisme handisport 2015 à Doha au Qatar dans les épreuves du 100 m et du 400 m en catégorie T37 terminant à la quatrième place dans ces deux épreuves. Lors des mêmes championnats, elle obtient la médaille d'or dans le sprint du 200 m avec un temps de 28 s 85. À Doha, elle obtient aussi une médaille de bronze dans le relais 4 x 100 m féminin,.
L'année suivante, elle participe aux Jeux paralympiques d'été de 2016 de Rio de Janeiro où elle concourt aux 100 m et 400 m. Elle y obtient la médaille d'or dans le relais 4 x 100 m universel avec ses coéquipiers Wen Xiaoyan, Chen Junfei et Jiang Fenfen,. Aux championnats du monde d'athlétisme handisport 2017 de Londres, elle se classe huitième au 100 m T37 et décroche une médaille de bronze au lancer du disque et une médaille d'argent au lancer du poids. Aux championnats du monde d'athlétisme handisport 2019 de Dubaï, elle ne se classe que quatrième au lancer du disque.
Aux Jeux paralympiques d'été de 2020 de Tokyo, elle est double médaillée d'argent au lancer du poids et au lancer du disque. En 2022, lors des Jeux para-asiatiques, elle remportent les médailles d'or et d'argent respectivement aux lancer du poids et lancer du disque. Malgré une participation aux championnats du monde de Paris en 2023, il faudra attendre les 2024 de Kobé pour remonter sur un podium avec une victoire au lancer du poids. Aux Jeux paralympiques d'été de 2024 de Paris, elle devient championne paralympique au lancer du poids (la chinoise Mi Na et l'athlète neutre Irina Vertinskaya terminent 2e et 3e). Elle est aussi médaillée d'argent au lancer du disque en ayant établi un nouveau record paralympique à 38,64 m, battue par Simoné Kruger et devançant la colombienne Xiomara Saldrariaga Hermandez.